# Liu Hong
Liu Hong (n. 12 mai 1987, Anfu County⁠(d), Jiangxi, Republica Populară Chineză) este o atletă ce a reprezentat Republica Populară Chineză, medaliată olimpică. A participat la 5 ediții ale Jocurilor Olimpice (2008, 2012, 2016, 2020, 2024) în care a câștigat o medalie de aur, o medalie de argint și o medalie de bronz în proba de 20 de km marș. În ani 2011, 2013, 2015 și 2019 a devenit campioană mondială.

## Palmares
| An   | Competiție                            | Locație                  | Loc | Eveniment     | Note     |
| ---- | ------------------------------------- | ------------------------ | --- | ------------- | -------- |
| 2006 | Cupa Mondială de Marș                 | La Coruña, Spania        | 6   | 20 km marș    | 1:28:59  |
| 2006 | Campionatul Mondial de Juniori        | Beijing, China           | 1   | 10 000 m marș | 45:12,84 |
| 2006 | Jocurile Asiatice                     | Doha, Qatar              | 1   | 20 km marș    | 1:32,19  |
| 2007 | Campionatul Mondial                   | Osaka, Japonia           | 19  | 20 km marș    | 1:36:40  |
| 2008 | Jocurile Olimpice                     | Beijing, China           | 4   | 20 km marș    | 1:27:17  |
| 2009 | Campionatul Mondial                   | Berlin, Germania         | 2   | 20 km marș    | 1:29:10  |
| 2009 | Campionatul Asiei                     | Guangzhou, China         | –   | 20 km marș    | DS       |
| 2010 | Cupa Mondială de Marș                 | Chihuahua, Mexic         | 13  | 20 km marș    | 1:36:34  |
| 2010 | Jocurile Asiatice                     | Guangzhou, China         | 1   | 20 km marș    | 1:30:06  |
| 2011 | Campionatul Mondial                   | Daegu, Coreea de Sud     | 1   | 20 km marș    | 1:30:00  |
| 2012 | Jocurile Olimpice                     | Londra, Marea Britanie   | 2   | 20 km marș    | 1:26:00  |
| 2013 | Campionatul Mondial                   | Moscova, Rusia           | 1   | 20 km marș    | 1:28:10  |
| 2014 | Cupa Mondială de Marș                 | Taicang, China           | 2   | 20 km marș    | 1:26:58  |
| 2015 | Campionatul Mondial                   | Beijing, China           | 1   | 20 km marș    | 1:27:45  |
| 2016 | Campionatul Mondial de Marș pe Echipe | Roma, Italia             | –   | 20 km marș    | DS       |
| 2016 | Jocurile Olimpice                     | Rio de Janeiro, Brazilia | 1   | 20 km marș    | 1:28:35  |
| 2019 | Campionatul Mondial                   | Doha, Qatar              | 1   | 20 km marș    | 1:32:53  |
| 2021 | Jocurile Olimpice                     | Tokio, Japonia           | 3   | 20 km marș    | 1:29:57  |
| 2022 | Campionatul Mondial                   | Eugene, Statele Unite    | 5   | 20 km marș    | 1:29:00  |
| 2023 | Campionatul Mondial                   | Budapesta, Ungaria       | 17  | 20 km marș    | 1:30:43  |
| 2024 | Campionatul Mondial de Marș pe Echipe | Antalya, Turcia          | 25  | ștafetă mixt  | 3:06:40  |
| 2024 | Jocurile Olimpice                     | Paris, Franța            | 21  | 20 km         | 1:31:24  |